# Вестморленд (Нью-Йорк)
Вестморленд (англ. Westmoreland) — місто (англ. town) в США, в окрузі Онейда штату Нью-Йорк. Населення — 5924 особи (2020).

## Демографія
Згідно з переписом 2010 року, у місті мешкало 6138 осіб у 2372 домогосподарствах у складі 1750 родин. Було 2493 помешкання
Расовий склад населення:
| - 97,5 % — білих - 0,9 % — чорних або афроамериканців - 0,5 % — азіатів - 0,1 % — корінних американців |

До двох чи більше рас належало 0,8 %. Частка іспаномовних становила 1,2 % від усіх жителів.
За віковим діапазоном населення розподілялося таким чином: 21,6 % — особи молодші 18 років, 63,0 % — особи у віці 18—64 років, 15,4 % — особи у віці 65 років та старші. Медіана віку мешканця становила 44,3 року. На 100 осіб жіночої статі у місті припадало 100,4 чоловіків;  на 100 жінок у віці від 18 років та старших — 97,4 чоловіків також старших 18 років.
Середній дохід на одне домашнє господарство  становив 74 008 доларів США (медіана — 64 961), а середній дохід на одну сім'ю — 88 255 доларів (медіана — 81 223). Медіана доходів становила 57 377 доларів для чоловіків та 39 973 долари для жінок. За межею бідності перебувало 8,7 % осіб, у тому числі 2,9 % дітей у віці до 18 років та 6,1 % осіб у віці 65 років та старших.
Цивільне працевлаштоване населення становило 2724 особи. Основні галузі зайнятості: освіта, охорона здоров'я та соціальна допомога — 19,9 %, публічна адміністрація — 10,2 %, науковці, спеціалісти, менеджери — 10,1 %.